# Roháč (Súľovské vrchy, 720 m)
Roháč (720 m n. m.) je vrchol v Súľovských vrších. Celá západní a jižní část masivu patří do národní přírodní rezervace Podskalský Roháč.

## Poloha
Leží přibližně 5 km jižně od města Považská Bystrica, v katastru obce Podskalie. Nachází se na jižním okraji geomorfologického podcelku Súľovské skály , v těsném sousedství obcí Zemianska Závada (osada Přečina, východní úpatí), Horní Moštenec (městská část Považské Bystrice, severozápadní úpatí) a Podskalie (jihozápadní úpatí).
Vrch Roháč leží ve střední části Chráněné krajinné oblasti Strážovské vrchy a jeho velká část zasahuje do národní přírodní rezervace Podskalský Roháč.

## Přístup
Na vrchol nevede značená turistický chodník, ale z blízkých osad Zemianska Závada, Horní Moštenec a Podskalie něj vede několik lesních chodníků.